# الرعاية لتجويد القراءة وتحقيق لفظ التلاوة (كتاب)
الرعاية لتجويد القراءة وتحقيق لفظ التلاوة، تأليف مكي بن أبي طالب القيسي القرطبي، أحد كبار علماء القراءات القرآنية، ويعتبر كتابه من أقدم ما صنف في علم التجويد، وقد صنفه ليكون عونا لأهل تلاوة القرآن على تجويد ألفاظه وإحكام النطق به، وإعطاء الحرف حقه من صفته وإخراجه من مخرجه.
وذكر المؤلف في الكتاب فصولا تتعلق بفضل القرآن وأهله وآداب حملته، وذكر علل الحروف والكلمات، وما استعملت العرب من ذلك، وذكر الحروف وعدتها وأقسام ألقابها وصفاتها، ثم ذكر كل حرف على حدة مع مخرجه وجملة من صفاته، ثم ذكر الحروف المشددة وأحكام النون الساكنة والتنوين.
وبين المؤلف أنه لم يسبقه أحد إلى مثل هذا التأليف في الكلام على الحروف وصفاتها ومخارجها وألقابها.

## زمن تأليف الكتاب
ذكر المؤلف في المقدمة أنه تصور في نفسه تأليف هذا الكتاب وترتيبه من سنة 390هـ وتعلق خاطره به، ولكن تركه لمشاغله، ثم يسر الله له تأليفه بعد ثلاثين سنة، أي سنة 420هـ.

## سبب التأليف
ذكر المؤلف أنه لما تأمل مخارج الحروف وصفاتها، وما يعرض لها من الحركات والسكون، وحكمة الله تعالى في ذلك وعظيم قدرته، ورأى ذلك مشروحا متفرقا في الكتب، فأراد أن يجمع ذلك في كتاب واحد، ليكون الوقوف عليه عبرة في لطف قدرة الله تعالى، ويكون عونا لأهل تلاوة القرآن على تجويد ألفاظه وإحكام النطق به، وإعطاء الحرف حقه من صفته وإخراجه من مخرجه.

## موضوعات الكتاب
بدأ المؤلف بذكر أبواب مختصرة في الترغيب في حفظ القرآن وثوابه وفضل أهله، وما يجب على قارئه من رعايته والقيام بحقه، وصفة القارئ والمقرئ وآدابهما، ثم ذكر علل الحروف والكلمات، وما استعملت العرب من ذلك، واختلاف النحويين في السابق من الحروف، ثم ذكر الحروف وعدتها وأقسام ألقابها وصفاتها، ثم ذكر كل حرف ومخرجه، وجملة من صفاته، ثم ذكر أحكام الحروف المشددة، وكيفية الوقف عليها، وما يتعلق بذلك، ثم ختم الكتاب بأحكام النون الساكنة والتنوين.

## منهج المؤلف في الكتاب
ذكر المؤلف في المقدمة معالم منهج في الكتاب، وهي:
1. أنه يذكر الحروف واحدا بعد واحد مرتبة بحسب المخارج، بدءا بحروف الحلق، ثم حروف اللسان، ثم الشفتان، ثم الخيشوم.
2. يذكر مع كل حرف ألفاظا من كتاب الله تعالى تنبه على تجويد لفظ ذلك الحرف فيها مقارنا لغيره.
3. ينبه على ما يجب أن يتحفظ القارئ منه عند نطق الحرف من علل توقعه في الخلل.

لا يذكر في الكتاب إلا ما لا اختلاف فيه بين أكثر القراء.

## أهمية الكتاب
يعتبر هذا الكتاب من أهم الكتب في علم تجويد القرآن وتلاوته، ومن أقدم الكتب التي صنفت فيه، إضافة إلى مكانة المؤلف في علوم القرآن وإمامته في القراءة، وجودة مصنفاته، خاصة وأن هذا الكتاب قد تأخر تأليفه، حيث جاء في مرحلة نضج المؤلف، بعد أن قضى معظم حياته في التعليم والإقراء، فكان هذا الكتاب خلاصة دراسته العلمية وتجربته العملية.
وقد ذكر المؤلف أنه ما علم أحدا من المتقدمين سبقني إلى تأليف مثل هذا الكتاب، ولا إلى جمع مثل ما جمعت فيه من صفات الحروف وألقابها ومعانيها، ولا إلى ما أتبعت فيه كل حرف منها من ألفاظ كتاب الله تعالى، والتنبيه على تجويد لفظه، والتحفظ به عند تلاوته.
وهذا يجعل للكتاب أهمية بالغة.

## طبعات الكتاب
طبع الكتاب بتحقيق أحمد حسن فرحات، ونشر في دار عمار بالأردن. كما طبع طبعة أخرى في مؤسسة قرطبة.